# Steven Houghton
Steven Houghton (* 16. Februar 1971 in Sheffield) ist ein englischer Sänger, Schauspieler und Musicaldarsteller.

## Leben
Der im County South Yorkshire geborene Houghton besuchte nach seinem Schulabschluss die „Northern School of Contemporary Dance“ in Leeds. Anschließend zog er nach London um und arbeitete als Schauspieler im dortigen West End, u. a. in den Musicals Miss Saigon, Blood Brothers, Cats und Grease. Für seine Rolle in Spend, Spend, Spend erhielt Houghton eine Olivier-Award-Nominierung. Außerdem spielte er 1997 bis 1998 die Rolle des Feuerwehrmanns Gregg Blake in der ITV-Serie London’s Burning.
Der Durchbruch als Sänger gelang ihm Ende 1997 mit dem Lied Wind Beneath My Wings, das 1982 bereits von Sheena Easton für deren Album Madness, Money and Music eingespielt wurde. In Versionen von Lou Rawls (1983), Lee Greenwood (1984), Bette Midler (1989) und Bill Tarney (1994) war der Titel bereits mehrfach in den Charts vertreten. Houghtons Aufnahme stieg auf Platz 3 der UK-Charts. Im März des folgenden Jahres hatte er mit Truly, einer Coverversion des Lionel-Richie-Hits von 1982, einen weiteren Erfolg in England. Das Lied kam allerdings nicht über Platz 23 hinaus.
Auf dem zugehörigen Album, das Ende 1997 in die englische Hitparade einstieg und Platz 21 erreichte, befinden sich weitere Coversongs, darunter neue Versionen von Bill Withers’ Ain’t No Sunshine, The Hollies’ The Air That I Breathe und Elton Johns Sorry Seems to Be the Hardest Word. Seit 1998 arbeitet Houghton vorrangig als Schauspieler, z. B. in den Serien Doctors, Bernard’s Watch und Coronation Street.

## Diskografie

### Alben
- 1997: Steven Houghton

### Singles
- 1997: Wind Beneath My Wings
- 1998: Truly

## Auszeichnungen für Musikverkäufe
Anmerkung: Auszeichnungen in Ländern aus den Charttabellen bzw. Chartboxen sind in ebendiesen zu finden.
| Land/RegionAuszeichnungen für Musikverkäufe (Land/Region, Auszeichnungen, Verkäufe, Quellen) | Silber  | Gold  | Platin | Verkäufe | Quellen   |
| -------------------------------------------------------------------------------------------- | ------- | ----- | ------ | -------- | --------- |
| Vereinigtes Königreich (BPI)                                                                 | Silber1 | Gold1 | —      | 460.000  | bpi.co.uk |
| Insgesamt                                                                                    | Silber1 | Gold1 | —      |          |           |

## Filmografie

### Spielfilme
- 1991: Der Gefangene der Teufelsinsel (als Stricher)
- 1996: Alive & Kicking – Jetzt erst recht! (als Tänzer)

### Fernsehserien
- 1997/98: London’s Burning (18 Folgen als Gregg Blake)
- 1998/99: Bugs – Die Spezialisten (10 Folgen als Ed Russell)
- 1998: Robin Hood (1 Folge als Capt. Barker)
- 2002: Holby City (1 Folge als Scott Bridges)
- 2003–2017: Doctors (3 Folgen)
- 2004: Bernard’s Watch (10 Folgen als Ken)
- 2011: Doctors (1 Folge als Brett Gray)
- 2011: Coronation Street (34 Folgen als Jeff Cullen)